# La estrella de Granada
La estrella de Granada (en francés: L'Étoile de Grenade) es un divertimento de ballet coreografiado por Marius Petipa con música de Cesare Pugni. Esta fue la primera colaboración entre Marius Petipa y el compositor Cesare Pugni. Petipa no recibió crédito por la producción de este ballet en el programa de teatro.
El ballet fue presentado por primera vez por el Ballet Imperial el 21 de enero de 1855 para la corte imperial en el teatro del Palacio de la Gran Duquesa Elena Pavlovna, San Petersburgo, Imperio Ruso.
El papel principal fue bailado por Maria Surovshchikova, con quien Petipa se había casado seis meses antes.  Este fue una de sus primeras obras en las que Petipa mostró su conocimiento de la danza española.